# Hitler’s Madman
Hitler’s Madman ist ein im Winter 1942/1943 entstandener US-amerikanischer Propagandafilm des deutschen Regisseurs Douglas Sirk, zugleich dessen erste Inszenierung im US-amerikanischen Exil. Diese Produktion basiert auf dem Roman Hangman’s Village von Bart Lytton und gilt als unmittelbare filmische Reaktion auf das Heydrich-Attentat vom 27. Mai 1942. Hitler’s Madman gilt als eine typische Emigrantenarbeit im Hollywood des Zweiten Weltkriegs.

## Handlung
Die Geschichte rekonstruiert die präzise Entwicklung eines Planes, die zur Ermordung von Reinhard Heydrich, dem stellvertretenden Reichsprotektor in Böhmen und Mähren, führen sollte. Die britische Regierung instruiert tschechische Nationalisten, diesen führenden Vertreter des verhassten NS-Besatzerregimes durch einen Anschlag zu töten.
Im Zentrum des Widerstandes stehen Karel Vavra und Jan Hanka, die nach dem Attentat von den Polizeikräften der Besatzer gejagt und gestellt werden und sich schließlich ein erbarmungsloses, über viele Stunden andauerndes Feuergefecht in der Prager Kirche St. Cyrill und Method liefern.
Infolge des Attentats nehmen die SS und weitere Polizeikräfte fürchterliche Rache und begehen als Vergeltungsmaßnahme in dem kleinen tschechischen Ort Lidice ein Massaker. 172 Männer beziehungsweise Jungen über 15 Jahre werden sofort erschossen, 195 Frauen in deutsche Konzentrationslager deportiert. Rund ein Drittel von ihnen überleben die Lagerstrapazen nicht. Schließlich wird Lidice dem Erdboden gleichgemacht. Damit endet der zum Zeitpunkt seiner Veröffentlichung hochaktuelle Film.

## Produktionsnotizen
Hitler’s Madman wurde ursprünglich von dem Poverty-Row-Studio PRC produziert, gedreht wurde der Film innerhalb einer Woche im November 1942 in den dafür angemieteten Fine Arts Studios von Santa Monica. Produzent Seymour Nebenzahl bot ihn MGM an, dort war man so beeindruckt von der Qualität des Materials, dass man sich entschloss, den Film zu kaufen. Im Mai 1943 wurden noch einige Szenen in den MGM-Studios in Culver City nachgedreht (darunter auch eine Szene mit Ava Gardner). Die Uraufführung fand am 28. August 1943 statt. Im deutschsprachigen Raum wurde der Film auch nach 1945 nicht gezeigt.
Mit mehr als einem Dutzend Emigranten (vor und hinter der Kamera) wirkten ungewöhnlich viele Künstler mit, die Hitlers „Drittes Reich“ fluchtartig verlassen hatten. Regisseur Douglas Sirk (ursprünglich Detlef Sierck) hatte Heydrich in seiner Zeit in Deutschland noch persönlich kennengelernt. Für ihn war Hitler's Madman die erste Gelegenheit nach seiner Flucht 1937, in den USA wieder einen Film zu inszenieren (in den fünf Jahren dazwischen hatte er sich als Hühnerzüchter durchgebracht), der Erfolg des Films bedeutete für ihn den Startschuss seiner Regiekarriere in Amerika.
Regisseur Sirk wollte unbedingt Eugen Schüfftan als Kameramann für seine Inszenierung, doch bekam dieser keine Arbeitserlaubnis für die USA, da die dortige Kameraleutevereinigung A.S.C. ihm die Mitgliedschaft verweigerte. Daher musste ein amerikanischer Kameramann, Jack Greenhalgh, der bis dahin schon Dutzende Filme für PRC realisiert hatte (darunter 1939 bereits den Anti-Nazi-Film Hitler – Beast of Berlin), namentlich herhalten, während Schüfftan de facto den Film alleinverantwortlich fotografierte. Albrecht Joseph war an der Storyvorlage beteiligt. In einer kleineren Rolle als Wehrmachtsoffizier ist Leo Reuss zu sehen (der sich in den USA Lionel Royce nannte), ein jüdischer Schauspieler aus Österreich, der in Hollywood meist für „typisch deutsche“ Rollen eingesetzt wurde und der dadurch berühmt geworden war, dass er sich, nachdem er in der Nazizeit als Jude keine Rollen mehr spielen durfte, erfolgreich als Tiroler Naturtalent ausgab, um weiter als Schauspieler arbeiten zu können.
Nahezu zeitgleich drehte auch Sirks ebenfalls emigrierter Kollege Fritz Lang einen Film über jene Ereignisse im Mai/Juni 1942: Auch Henker sterben. Die Emigranten Hans Heinrich von Twardowski, Lutz Altschul (als Louis V. Arco), Otto Reichow, Hans von Morhart und Hans Schumm wirkten in beiden Filmen mit.

## Kritiken
CineGraph verortete in Siercks/Sirks Film die „Reflexion jenes Landes, das er fünf Jahre zuvor verlassen hatte“. Weiter heißt es: „Die Struktur des Films beruht auf einer Reihe von Gegensätzen, deren auffälligster der zwischen Tschechen und Nazis ist.“ Dies äußere sich vor allem in der Gegenüberstellung von Landschaft/Natur (Tschechen) und den Städten bzw. der Macht der Maschinen (Deutsche), aber auch von Christentum (= Tschechen, siehe Anfangssequenz) und Heidentum (= Nazis).
Der Movie & Video Guide sah in dem Film eine „sensationalistische Sage“.
Auch Halliwell’s Film Guide meinte in dieser Emigrantenproduktion „billige Sensationshascherei“ zu entdecken, konzedierte jedoch trotzdem eine „gewisse raue Kraft“.
Die Herald Tribune empfahl 1942 ihren amerikanischen Lesern sehr zynisch die Konsumierung von Zeitungsberichten über alliierte Bombenangriffe auf deutsche Städte als wirksames Gegenmittel angesichts schrecklicher Gefühle nach dem Kinobesuch.
Theodore Strauss meinte in der New York Times, dass trotz „schwach bebildeter Szenen von Brutalität der Film einen gemeinsamen Zorn [gegen die Deutschen] entflammen“ würde.